# Wieże widokowe w kraju ołomunieckim
W Kraju ołomunieckim, w Czechach, istnieje trzynaście wież widokowych, z czego 4 w powiecie Jesionik, 4 w powiecie Prościejów, 2 w powiecie Ołomuniec, 2 w powiecie Šumperk i jedna w powiecie Przerów. Najwyżej położona jest wieża przy Tetřeví chacie w Koutach nad Desnou - na wysokości 1 095 m n.p.m. Najwyżej ponad poziom gruntu wznosi się natomiast wieża widokowa na Svatým Kopečku.

## Lista
| Nazwa                                | Zdjęcie | Lokalizacja                          | Powiat     | Wysokość n.p.m. | Wysokość wieży  | Rok powstania | Źródło               |
| ------------------------------------ | ------- | ------------------------------------ | ---------- | --------------- | --------------- | ------------- | -------------------- |
| Wieża widokowa na Biskupiej Kopie    |         | Biskupia Kopa okolice Zlatych Hor    | Jesionik   | 890 m n.p.m.    | 18 m            | 1898 r.       | [ 3 ]                |
| Wieża widokowa na Borówkowej         |         | Borówkowa okolice Javorníka          | Jesionik   | 900 m n.p.m.    | 26,1 m          | 2006 r.       | [ 4 ]                |
| Wieża widokowa Božka                 |         | Přáslavice                           | Ołomuniec  | 320 m n.p.m.    | 21 m            | 2009 r.       | [ 5 ]                |
| Wieża widokowa Brodek                |         | Brodek u Přerova                     | Przerów    | 215 m n.p.m.    | ok. 8 m         | 2010 r.       | [ 6 ]                |
| Wieża widokowa w Čechach pod Kosířem |         | Čechy pod Kosířem                    | Prościejów | 300 m n.p.m.    | 15 m            | 1839-43       | [ 7 ]                |
| Wieża widokowa Haj                   |         | Háj okolice Šumperka                 | Šumperk    | 631 m n.p.m.    | 29 m            | 1934 r.       | [ 8 ]                |
| Wieża widokowa Hemberk               |         | Křemenáč okolice Supíkovic           | Jesionik   | 660 m n.p.m.    | brak informacji | 2011 r.       | [ 9 ]                |
| Wieża widokowa Štátula u Dobrochova  |         | Dobrochov                            | Prościejów | 310 m n.p.m.    | 10m             | 2000 r.       | [ 10 ]               |
| Wieża widokowa na Svatým Kopečku     |         | Svatý Kopeček Ołomuniec              | Ołomuniec  | 378 m n.p.m.    | 32 m            | 1974 r.       | [ 2 ]                |
| Wieża widokowa przy Tetřeví chacie   |         | Kouty nad Desnou                     | Šumperk    | 1 095 m n.p.m.  | 18 m            | 2014 r.       | [ 1 ]                |
| Wieża widokowa na Velkým Kosíře      |         | Velký Kosíř okolice Čech pod Kosířem | Prościejów | 441 m n.p.m.    | 28 m            | 2013 r.       | [ 11 ] [ 12 ] [ 13 ] |
| Wieża widokowa w Vitčicach           |         | Vitčice                              | Prościejów | 280 m n.p.m.    | 8 m             | 2001 r.       | [ 14 ]               |
| Wieża widokowa na Zlatým Chlumie     |         | Zlatý Chlum okolice Jesionika        | Jesionik   | 875 m n.p.m.    | 26 m            | 1899 r.       | [ 15 ]               |